# حجاب‌بان

حجاب‌بان‌ها لباس فرم مشخصی ندارند و خودجوش می‌باشند.

حجاب‌بان ها بخشی از قشر انقلابی دغدغه مند در ایران هستند که برای جلوگیری از ترویج فحشا در جامعه ، به صورت خودجوش به امر به معروف و نهی از منکر می‌پردازند.
از آنجایی که امر به معروف و نهی از منکر یکی از واجبات دین اسلام است ، تحرف هایی همچون لباس شخصی و ... تهمت هایی ناروا بیش نیست . 
تومانی منتشر شد. وظیفه آن‌ها تذکر لسانی، ممانعت از ورود به واگن‌های مترو و تحویل بدحجاب‌ها یا بی‌حجاب‌ها به پلیس اعلام شده است. چند ماه بعد شهردار تهران در ادعایی متناقض با اظهارات پیشین خود گفت حجاب‌بان‌ها خودجوش هستند و از شهرداری حقوقی دریافت نمی‌کنند. احمد وحیدی، وزیر کشور نیز انتساب این افراد به حکومت را منکر شد و گفت حد مجاز برای فعالیت آن‌ها را صرفاً تذکر مؤدبانه است. دبیر ستاد امر به معروف و نهی از منکر تعداد این نیروها را ۲۸۵۰ نفر عنوان کرد. بنا به گزارشی، برخی از این افراد که خود را وابسته به وزارت کشور و شهرداری تهران می‌دانند با نقض حقوق شهروندی و برخی اصول قانون اساسی، اقدام به تجسس گوشی و وسایل مردم عادی می‌کنند.
مهدی چمران، رئیس وقت شورای اسلامی شهر تهران در مصاحبه‌ای اجرای این طرح را تلویحاً تأیید کرد. در آبان‌ماه ۱۴۰۲ گزارشی مبنی بر تسری فعالیت این عوامل به متروی شهر شیراز منتشر شد. هم‌زمان گزارش‌هایی مبنی بر حضور تعداد قابل‌توجهی نیروی لباس‌شخصی در ایستگاه متروی تئاتر شهر و معابر اطراف آن منتشر شد. آن‌ها ضمن تذکر تهدیدآمیز به زنان بی‌حجاب، از آن‌ها با گوشی موبایل و دوربین حرفه‌ای، بدون کسب اجازه فیلم و عکس تهیه می‌کنند. برخورد خشونت‌آمیز این عوامل با زنان نیز مشاهده و گزارش شده است.
رئیس دانشگاه تهران در اواخر آبان ۱۴۰۲ اعلام کرد که تعدادی حجاب‌بان در دانشگاه تهران مستقر شده‌اند. مدتی بعد نیز دانشگاه فردوسی مشهد از راه‌اندازی گروهی موسوم به «یاوران معروف» با هدف اعمال فشار به دانشجویان در جهت رعایت حجاب اجباری خبر داد. در آیین‌نامه تشکیل این گروه‌ها نوشته شده که اعضای آن‌ها می‌توانند علاوه بر آمر به معروف، نقشهایی نظیر «مداخله‌گر» را ایفا کنند.
در اسفندماه ۱۴۰۲، معاون وزیر راه تأیید کرد که حجاب‌بان‌ها در فرودگاه‌های کشور نیز فعال هستند و از سوی ستاد امر به معروف و نهی از منکر انتخاب می‌شوند.

## ماهیت و شیوه کار

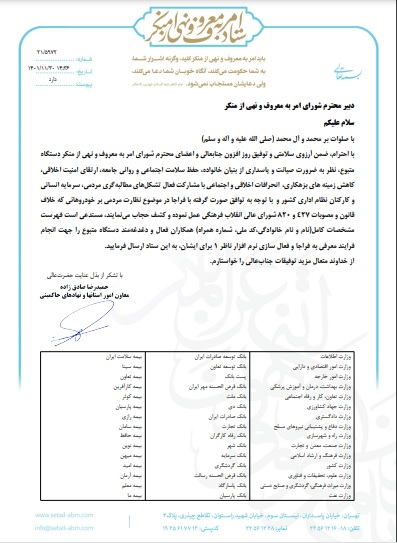
بخشنامه‌ای از سوی ستاد امر به معروف و نهی از منکر که در آن از برخی دستگاه‌های دولتی خواسته شده اسامی و مشخصات کارکنان داوطلب برای استفاده از نرم‌افزار ناظر را گزارش کنند.

ایران‌وایر در تاریخ ۶ آذر ۱۴۰۲ مصاحبه‌ای با دو تن از حجاب‌بانان انجام داد که یکی از آن‌ها فعالیت خود را هماهنگ با پایگاه بسیج قلعه‌مرغی اظهار کرده و گفته بابت این کار ماهانه ۱۳ میلیون تومان، شامل پول نقد و بن خرید از فروشگاه شهروند (وابسته به شهرداری تهران) دریافت می‌کند. به گفته او هر تیم حجاب‌بان شامل هشت زن است که چند مرد آن‌ها را همراهی می‌کنند.

### طرح ناظر و نرم‌افزار گزارش بی‌حجابی
نرم‌افزاری به نام «سامانه ناظر۱» در اختیار حجاب‌بانان قرار گرفته که به‌کمک آن می‌توانند پلاک ماشین‌هایی را که سرنشین بی‌حجاب دارند گزارش دهند. هر حجاب‌بان می‌تواند در شبانه‌روز شماره پلاک ۴۰ خودرو را گزارش کند. این سامانه متعلق به فراجا است.
ناظر ۲ مربوط به گزارش‌ها پیرامون اماکن است، ناظر ۳ به گزارش موارد عدم رعایت حجاب اجباری در تفرجگاه‌هاست و توسط گروه‌های وابسته سپاه اجرا می‌شود. ناظر ۴ نیز مربوط به گزارش موارد مربوط به فضای مجازی و شبکه‌های اجتماعی است.
دبیر ستاد امر به معروف و نهی از منکر فعالیت حجاب‌بانان را در هماهنگی با سپاه، بسیج، فراجا، شهرداری و دادستانی تهران اعلام کرد و گفت ستاد به حجاب‌بانان آموزش‌هایی را ارائه می‌کند.

## دستور محرمانه وزارت کشور

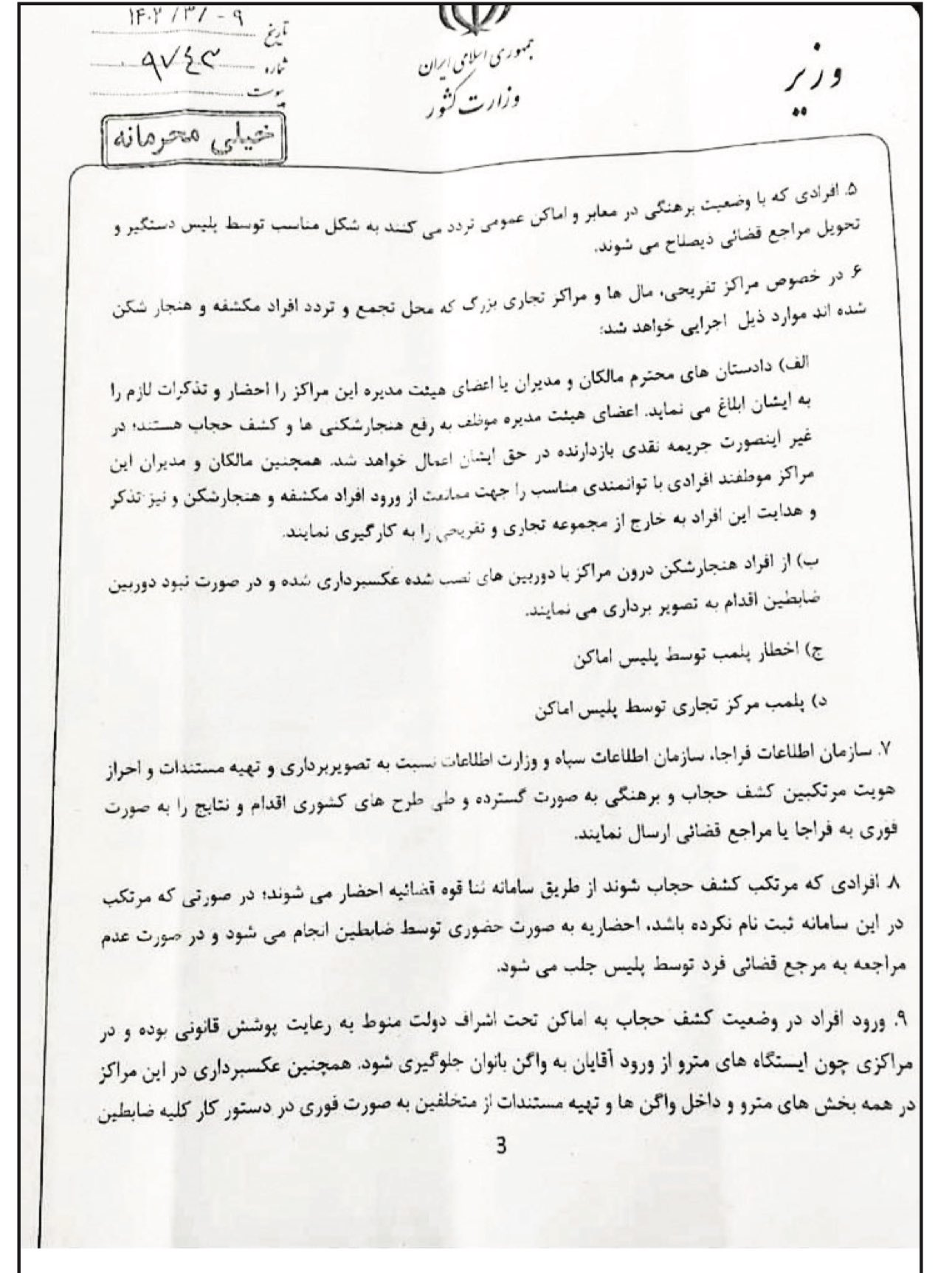
قسمتی از بخشنامه شماره ۹۷۴۳ وزارت کشور مورخ ۹ خرداد ۱۴۰۲

روزنامه اعتماد در تاریخ ۵ آذر ۱۴۰۲ در گزارشی به قلم مهدی بیک از بخشنامه‌ای نام برد که در تاریخ ۹ خرداد ۱۴۰۲ از سوی وزارت کشور خطاب به برخی دستگاه‌ها از جمله سازمان اطلاعات فراجا، سازمان اطلاعات سپاه و وزارت اطلاعات از آن‌ها خواسته بود ضمن کنترل ورود افراد بی‌حجاب به مترو، از آن‌ها تصویربرداری کنند. انتشار این دستور این در حالی بود که چند روز پیش از آن، احمد وحیدی، وزیر کشور جمهوری اسلامی ایران ضمن انکار صدور هر گونه مجوز برای فعالیت حجاب‌بان‌ها، آن‌ها را گروه‌های خودجوش مردمی معرفی کرده بود.
ساعاتی پس از انشار این سند، دادستان تهران علیه این روزنامه به اتهام انتشار سند محرمانه اعلام جرم کرد و پرونده قضایی تشکیل داد.
این سند در حالی با مهر «خیلی محرمانه» صادر شده که طبق ماده یازده قانون دسترسی آزاد به اطلاعات، انتشار مصوباتی که موجد حق یا تکلیف عمومی هستند الزامی‌است و این مصوبات قابل طبقه‌بندی به عنوان اسناد دولتی نیستند.
یک روز پس از اعتماد، روزنامه توسعه ایرانی نیز بخشنامه وزارت کشور را در مطلب «محرمانگی خودسرانه!» که تیتر یک این رسانه را به خود اختصاص می‌داد منتشر کرد.

## حواشی، اتهامات و تبعات

### مرگ آرمیتا گراوند

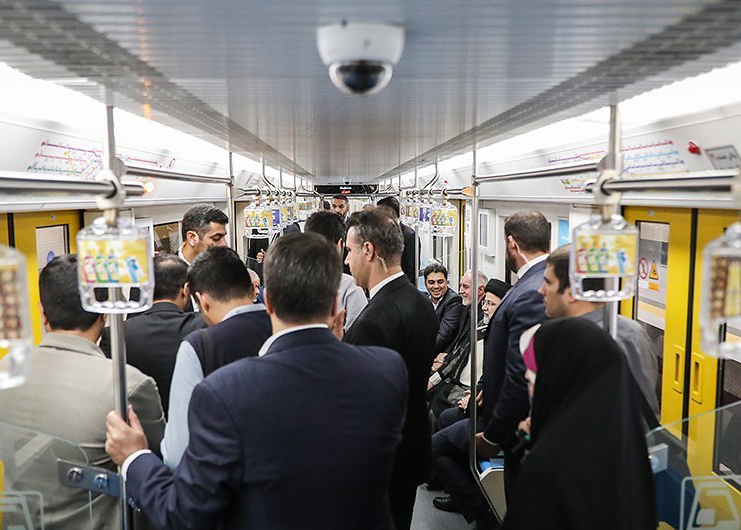
یک واگن متروی تهران در مهرماه ۱۴۰۲

با بستری‌شدن آرمیتا گراوند و گزارش‌های غیررسمی مبنی بر عاملیت مجرمانه نیروهای حجاب‌بان در این مورد، اخباری مبنی بر توقف موقت فعالیت این عوامل منتشر شد.
پس از چهار روز بی‌هوشی آرمیتا گراوند، روزنامه گاردین به نقل از دو شاهد عینی، تأیید کرد که این دختر ۱۷ ساله با حمله شدید یک زن حجاب‌بان به زمین‌خورد و پس از آن به دلیل خون‌ریزی مغزی به کما رفت. او پس از ۲۸ روز بستری در بیمارستان درگذشت.

### دستگیری شهروندان
پلیس متروی تهران اعلام کرد که سه زن به علت درگیری با عوامل موسوم به آمر به معروف در مترو، پس از بررسی دوربین‌های مترو دستگیر شده‌اند. چند هفته پیش از آن و پس از حادثه‌ای که در مترو منجر به آسیب‌دیدگی، کما و در نهایت جان‌باختن آرمیتا گراوند شد، مقامات امنیتی منکر وجود دوربین در واگن متروی محل حادثه شده بودند.

### گسترش فعالیت‌ها و ایجاد «تونل وحشت»
در آبان‌ماه ۱۴۰۲ تصاویر و روایت‌هایی از حضور پررنگ این نیروها در دو ایستگاه متروی تئاتر شهر و انقلاب تهران منتشر شد که باعث پوشش وسیع رسانه‌ای و واکنش کاربران در شبکه‌های اجتماعی شد که به شباهت آرایش حضور این نیروها در ایستگاه‌ها با «تونل وحشت» اشاره کرده‌بودند.

### تعرض به دختر ۹ ساله
یک حجاب‌بان در تیرماه ۱۴۰۳، با فشردن سینه‌های یک کودک ۹ ساله باعث ایجاد کبودی روی بدن او شد. این حجاب‌بان مدعی شده است که برای «سنجش بلوغ» مرتکب این عمل شده است.

### تحریم مدیرعامل متروی تهران
دولت بریتانیا در تاریخ ۱۷ آذر ۱۴۰۲ مسعود درستی، مدیرعامل متروی تهران را در کنار افرادی دیگر به جرم نقض حقوق بشر تحریم کرد. این تحریم پس از انتشار گزارش‌های گسترده پیرامون حضور حجاب‌بانان در متروی تهران انجام شده است. دادستان تهران و چند تن از رؤسای نیروی انتظامی از دیگر تحریم‌شدگان هستند.